# Wells (Familienname)
Wells ist ein Familienname.

## Namensträger

### A
- Ada Wells (1863–1933), neuseeländische Politikerin und Frauenrechtlerin
- Adrian Wells (* 1962), britischer Klinischer Psychologe
- Alan Wells (1924–2005), britischer Ingenieur
- Alfred Wells (1814–1867), US-amerikanischer Politiker
- Alice Stebbins Wells (1873–1957), US-amerikanische Polizistin
- Allan Wells (* 1952), britischer Leichtathlet
- Anthony Wells (* 1964), britischer Autorennfahrer
- Aria Wells, eigentlicher Name von Greentea Peng (* 1994), englische Sängerin
- Audrey Wells (1960–2018), US-amerikanische Drehbuchautorin, Regisseurin und Produzentin

### B
- Beau-James Wells (* 1995), neuseeländischer Freestyle-Skier
- Benedict Wells (* 1984), deutscher Schriftsteller
- Bettina Borrmann Wells (* 1879), Teil der englischen Suffragettenbewegung, sie reiste als Organisatorin und Vortragende durch die Vereinigten Staaten
- Bonzi Wells (* 1976), US-amerikanischer Basketballspieler
- Brian Wells (1956–2003), US-amerikanisches Verbrechensopfer
- Briant H. Wells (1871–1949), US-amerikanischer Generalmajor
- Bruce Wells (* 1968), US-amerikanischer Semitist
- Bubba Wells (Charles Richard Wells; * 1974), US-amerikanischer Basketballspieler
- Buddy Wells (* 1972), südafrikanischer Jazzmusiker
- Byron Wells (* 1992), neuseeländischer Freestyle-Skier

### C
- Cameron Wells (* 1988), US-amerikanischer Basketballspieler
- Carolyn Wells (1862–1942), US-amerikanische Schriftstellerin
- Charles Wells (Politiker, 1786) (1786–1866), US-amerikanischer Politiker
- Charles Wells (Spieler) (1841–1922), britischer Spieler und Betrüger
- Charles Wells (Brauer) (1842–1912), britischer Brauereigründer
- Charles Wells (Politiker, 1911) (1911–1984), australischer Politiker
- Charles D. Wells (1849–??), US-amerikanischer Politiker
- Charles Frederick Wells (1937–2017), US-amerikanischer Mathematiker
- Charles Jeremiah Wells (um 1798–1879), britischer Dichter
- Charles T. Wells (* 1939), US-amerikanischer Richter
- Charlotte Wells (* 1987), schottische Filmproduzentin, Drehbuchautorin und Filmregisseurin
- Claudia Wells (* 1966), US-amerikanische Schauspielerin
- Clifford Wells (* 1934), britischer Jugendbuchautor
- Colin Wells (Schauspieler) (* 1963), britischer Schauspieler
- Colin M. Wells (Colin Michael Wells; 1933–2009), US-amerikanischer Historiker und Archäologe
- Cory Wells († 2015), US-amerikanischer Sänger

### D
- Dan Wells (Schriftsteller) (* 1977), US-amerikanischer Schriftsteller
- Dan Wells (Rennfahrer) (* 1991), britischer Rennfahrer
- Daniel Wells junior (1808–1902), US-amerikanischer Politiker
- Daniel Wells (Snookerspieler) (* 1988), walisischer Snookerspieler
- Danny Wells († 2013), kanadischer Schauspieler
- David Ames Wells (1828–1898), US-amerikanischer Autor
- David Wells (Admiral) (1918–1983), australischer Admiral
- David Wells (Theologe) (* 1939), US-amerikanischer evangelischer Theologieprofessor
- David Wells (Schauspieler) (* 1951), US-amerikanischer Schauspieler
- David Wells (Radsportler) (* 1951), britischer Radrennfahrer
- David Wells (Politiker) (* 1962), kanadischer Politiker
- David Wells (Baseballspieler) (* 1963), US-amerikanischer Baseballspieler
- David Wallace-Wells (* 1982), US-amerikanischer Journalist und Schriftsteller
- Dawn Wells (1938–2020), US-amerikanische Schauspielerin
- Debbie Wells (* 1961), australische Sprinterin
- Dicky Wells (1907–1985), US-amerikanischer Musiker
- Dolly Wells (* 1971), britische Schauspielerin, Drehbuchautorin und Filmregisseurin
- Dustin Wells (* 1983), australischer Fußballspieler

### E
- Earle Wells (1933–2021), neuseeländischer Segler
- Edmund W. Wells (1846–1938), US-amerikanischer Jurist, Geschäftsmann und Politiker
- Emmeline Blanche Woodward Wells (1828–1921), US-amerikanische religiöse Führerin und Frauenrechtlerin
- Erastus Wells (1823–1893), US-amerikanischer Politiker

### F
- Fay Gillis Wells (1908–2002), US-amerikanische Pilotin
- Frank Wells (1932–1994), US-amerikanischer Manager

### G
- George Wells (1909–2000), US-amerikanischer Drehbuchautor
- George Albert Wells (1926–2017), britischer Sprachwissenschaftler und Philosoph
- Gordon Wells (1928–1995), walisischer Rugby-Union-Spieler
- Grant Wells (* 1971), US-amerikanischer Rugby-Union-Spieler
- Guilford Wiley Wells (1840–1909), US-amerikanischer Politiker

### H
- H. G. Wells (Herbert George Wells; 1866–1946), englischer Science-Fiction-Autor
- Harry Gideon Wells (1875–1943), US-amerikanischer Pathologe
- Heber Manning Wells (1859–1938), US-amerikanischer Politiker
- Henry Wells (1805–1878), US-amerikanischer Unternehmer
- Henry Wells (Ruderer) (1891–1967), britischer Ruderer
- Henry Wells (Offizier) (1898–1973), australischer Generalleutnant
- Henry Wells (Musiker) (1906–nach 1960), US-amerikanischer Posaunist und Sänger
- Henry H. Wells (1823–1890), US-amerikanischer Politiker
- Herbert George Wells, siehe H. G. Wells
- Herman B. Wells (1902–2000), US-amerikanischer Ökonom
- Horace Wells (1815–1848), US-amerikanischer Zahnarzt und Anwender der Lachgasanästhesie
- Horace L. Wells (1855–1924), US-amerikanischer Chemiker

### I
- Ida B. Wells (1862–1931), US-amerikanische Journalistin sowie Bürger- und Frauenrechtlerin
- Ingrid Wells (* 1989), US-amerikanische Fußballspielerin

### J
- Jack Wells (1926–2010), südafrikanischer Turner
- Jackson Wells (* 1998), neuseeländischer Freestyle-Skisportler
- Jair-Rôhm Parker Wells (* 1958), US-amerikanischer Jazz-Bassist und Komponist
- James Freeman Wells, britischer Politiker
- James L. Wells (1843–1928), US-amerikanischer Politiker
- James Madison Wells (1808–1899), US-amerikanischer Politiker
- James Pearson Wells (1822–1893), kanadischer Politiker
- Jay Wells (* 1959), kanadischer Eishockeyspieler und -trainer
- Jo Wells (* 1965), britische anglikanische Theologin
- John Wells (Politiker, 1848) (1761–1877), englischer Politiker
- John Wells (Politiker, 1817) (1817–1877), US-amerikanischer Jurist und Politiker (New York)
- John Wells (Ruderer) (1859–1929), US-amerikanischer Ruderer
- John Wells (Schauspieler) (1936–1998), englischer Schauspieler und Drehbuchautor
- John Wells (Produzent) (* 1956), US-amerikanischer Produzent, Drehbuchautor und Regisseur
- John C. Wells (* 1939), britischer Linguist und Hochschullehrer
- John K. Wells (1878–1949), US-amerikanischer Filmschaffender
- John S. Wells (1803–1860), US-amerikanischer Politiker (Demokratische Partei)
- John Scott Wells, US-amerikanischer Schauspieler
- John W. Wells (1907–1994), US-amerikanischer Paläontologe
- Joseph Wells (Politiker), US-amerikanischer Politiker
- Joseph Wells (Leichtathlet) (Joseph Algernon Wells; 1885–1946), britischer Leichtathlet
- Joseph C. Wells (1814–1860), britisch-US-amerikanischer Architekt
- Josiah Wells (* 1990), neuseeländischer Freestyle-Skier
- Junior Wells (1934–1998), US-amerikanischer Bluesmusiker

### K
- Kellie Wells (* 1982), US-amerikanische Hürdenläuferin
- Kimberly Wells († 2012), US-amerikanische Fernsehautorin
- Kitty Wells (1919–2012), US-amerikanische Countrysängerin

### L
- Lawrence H. Wells (1908–1980), britisch-südafrikanischer Anthropologe, Archäologe, Paläontologe und Anatom
- Leon Weliczker Wells (1925–2009), polnisch-amerikanischer Ingenieur und Holocaustüberlebender

### M
- Malcolm Wells (1926–2009), US-amerikanischer Architekt
- Mark Wells (1957–2024), US-amerikanischer Eishockeyspieler
- Martha Wells (* 1964), US-amerikanische Schriftstellerin
- Mary Wells (1943–1992), US-amerikanische Soulsängerin
- Matt Wells (1886–1953), britischer Boxer
- Matthew Wells (Hockeyspieler) (* 1978), australischer Hockeyspieler
- Matthew Wells (Ruderer) (* 1979), britischer Ruderer
- Meech Wells, US-amerikanischer Musikproduzent
- Melanie Twitt-Wells (* 1977), australische Hockeyspielerin, siehe Melanie Twitt
- Michael Wells, britischer Musikproduzent

### N
- Nahki Wells (* 1990), bermudischer Fußballspieler
- Nathan Wells (* 2000), bahamaischer Fußballspieler
- Noël Wells (* 1986), US-amerikanische Schauspielerin

### O
- Owen A. Wells (1844–1935), US-amerikanischer Politiker

### P
- Patricia Wells (Sängerin) (* 1939), US-amerikanische Sängerin (Sopran)
- Patricia Wells (Köchin) (* 1946), US-amerikanische Köchin und Journalistin
- Paul Wells (1930–2005), US-amerikanischer Toningenieur und Lichttechniker
- Peter Wells (Leichtathlet) (1929–2018), britisch-neuseeländischer Hochspringer
- Peter Wells (Physiker) (1936–2017), britischer Medizinphysiker und -ingenieur
- Peter Wells (Musiker) (1946–2006), australischer Musiker
- Peter Wells (Schachspieler) (* 1965), englischer Schachspieler
- Peter Wells (Ruderer) (* 1982), britischer Ruderer
- Peter Bryan Wells (* 1963), US-amerikanischer Geistlicher, Erzbischof und Diplomat des Heiligen Stuhls
- Philip Steven Wells, kanadischer Hämatologe

### R
- Raymond Wells (* 1940), US-amerikanischer Mathematiker
- Reginald Fairfax Wells (1877–1951), britischer Bildhauer, Keramiker, Architekt und Designer
- Reginald Wells-Pestell, Baron Wells-Pestell (1910–1991), britischer Politiker der Labour Party
- Rhoshii Wells (1976–2008), US-amerikanischer Boxer
- Richard Wells (Admiral) (1833–1896), britischer Admiral
- Robison Wells (* 1978), US-amerikanischer Schriftsteller
- Robert Wells (Songwriter) (1922–1998), US-amerikanischer Songwriter, Komponist und Drehbuchautor
- Robert Wells (Dichter) (* 1947), britischer Dichter
- Robert Wells (Boxer) (* 1961), britischer Boxer
- Robert Wells (Komponist) (* 1962), schwedischer Komponist, Pianist und Entertainer
- Robin Wells (* 1959), US-amerikanische Wirtschaftswissenschaftlerin
- Roderick T. Wells (* 1941), australischer Paläontologe
- Roger Hewes Wells (1894–1994), US-amerikanischer Politikwissenschaftler
- Ronnie Wells (1943–2007), US-amerikanische Jazzsängerin und Hochschullehrerin
- Rosemary Wells (* 1943), US-amerikanische Kinderbuchautorin und -illustratorin

### S
- Samantha Wells (* 1989), australische Freestyle-Skierin
- Samuel Wells (1801–1868), US-amerikanischer Politiker
- Samuel A. Wells (* 1936), US-amerikanischer Chirurg
- Sarah Wells (* 1989), kanadische Hürdenläuferin
- Sheilah Wells (* 1941), US-amerikanische Schauspielerin
- Simon Wells (* 1961), britischer Regisseur
- Spike Wells (* 1946), britischer Jazzmusiker und Geistlicher
- Stanley Wells (* 1930), britischer Shakespearewissenschaftler, Autor und Hochschullehrer
- Steven Wells (1960–2009), britischer Musikjournalist und Autor
- Stuart Wells (* 1982), britischer Schauspieler

### T
- Tauren Wells (* 1986), US-amerikanischer Sänger christlicher Popmusik
- Ted A. Wells (1907–1991), US-amerikanischer Luftfahrtpionier
- Tim Wells (* 1951), US-amerikanischer Jazzmusiker
- Thomas Spencer Wells (1818–1897), britischer Mediziner
- Todd Wells (* 1975), US-amerikanischer Radrennfahrer
- Troy Wells (* 1984), US-amerikanischer Cyclocrossfahrer

### V
- Vernon Wells (* 1945), australischer Schauspieler
- Viola Gertrude Wells (1904–1984), US-amerikanische Blues-Sängerin

### W
- Wayne Wells (* 1946), US-amerikanischer Ringer
- William Charles Wells (1757–1817), schottischer Arzt
- William H. Wells (1769–1829), US-amerikanischer Politiker

### Z
- Zach Wells (* 1981), US-amerikanischer Fußballspieler